# Кошелево (Курганская область)
Кошелево — деревня в Макушинском районе Курганской области. Входит в состав Казаркинского сельсовета.

## История
До 1917 года в составе Казаркинской волости Курганского уезда Тобольской губернии. По данным на 1926 год состояла из 99 хозяйств. В административном отношении входила в состав Сладковского сельсовета Макушинского района Курганского округа Уральской области.

## Население
| 1989 | 2002 | 2010 |
| ---- | ---- | ---- |
| 106  | ↘101 | ↘57  |

По данным переписи 1926 года в деревне проживало 522 человека (228 мужчин и 294 женщины), в том числе: русские составляли 99 % населения.